# 埃尔森费尔德
埃尔森费尔德是德国巴伐利亚州的一个市镇。总面积24.39平方公里，总人口8847人，其中男性4390人，女性4457人（2011年12月31日），人口密度363人/平方公里。